# Senèdes
Senèdes (Chenéde  en patois fribourgeois) est une localité et une ancienne commune suisse du canton de Fribourg, située dans le district de la Sarine. Le 9 février 2020, elle a accepté de fusionner avec les anciennes communes voisines d'Épendes et Arconciel pour former au 1er janvier 2021 la commune de Bois-d'Amont.

## Géographie
Selon l'Office fédéral de la statistique, Senèdes mesure 50 ha. 16,0 % de cette superficie correspond à des surfaces d'habitat ou d'infrastructure, 74,0 % à des surfaces agricoles et 10,0 % à des surfaces boisées .

## Histoire
Les citoyens d'Arconciel, Épendes et Senèdes ont accepté la fusion de leurs communes. La nouvelle entité de 2 400 habitants prendra le nom de Bois-d'Amont. Les communes ont avalisé la fusion avec un taux de oui de 85,9 % pour Arconciel, de 76,3 % pour Épendes et de 90 % pour Senèdes. L'opération devrait être effective le 1er janvier 2021. La nouvelle commune affichera une superficie de 12,3 kilomètres carrés.

## Démographie
Selon l'Office fédéral de la statistique, Senèdes compte 150 habitants en 2022. Sa densité de population atteint 300 hab./km2.
Le graphique suivant résume l'évolution de la population de Senèdes entre 1850 et 2008 :